# Raspberry Island (Alaska)
Raspberry Island ist eine Insel des Kodiak-Archipels in Alaska in den Vereinigten Staaten. Sie liegt zwischen Kodiak Island und Afognak Island. Die Kupreanof Strait trennt Raspberry Island von Kodiak Island und die Raspberry Strait trennt sie von Afognak. Die Insel ist 192 km² groß und Heimat von 4 Menschen (Stand 2000). Auf der Insel gibt es die Geisterstadt Port Wakefield und die Raspberry Island Remote Lodge, die Übernachtungsmöglichkeiten in der Wildnis bieten. Energie wird hierfür durch Wasserkraftwerke erzeugt. Die Stadt Kodiak ist ca. 1,5 Bootsstunden oder 0,5 Flugstunden entfernt. Ihren Namen hat die Himbeerinsel von den vielen Lachsbeeren (Pracht-Himbeeren), die überall auf der Insel vorkommen.

## Geschichte

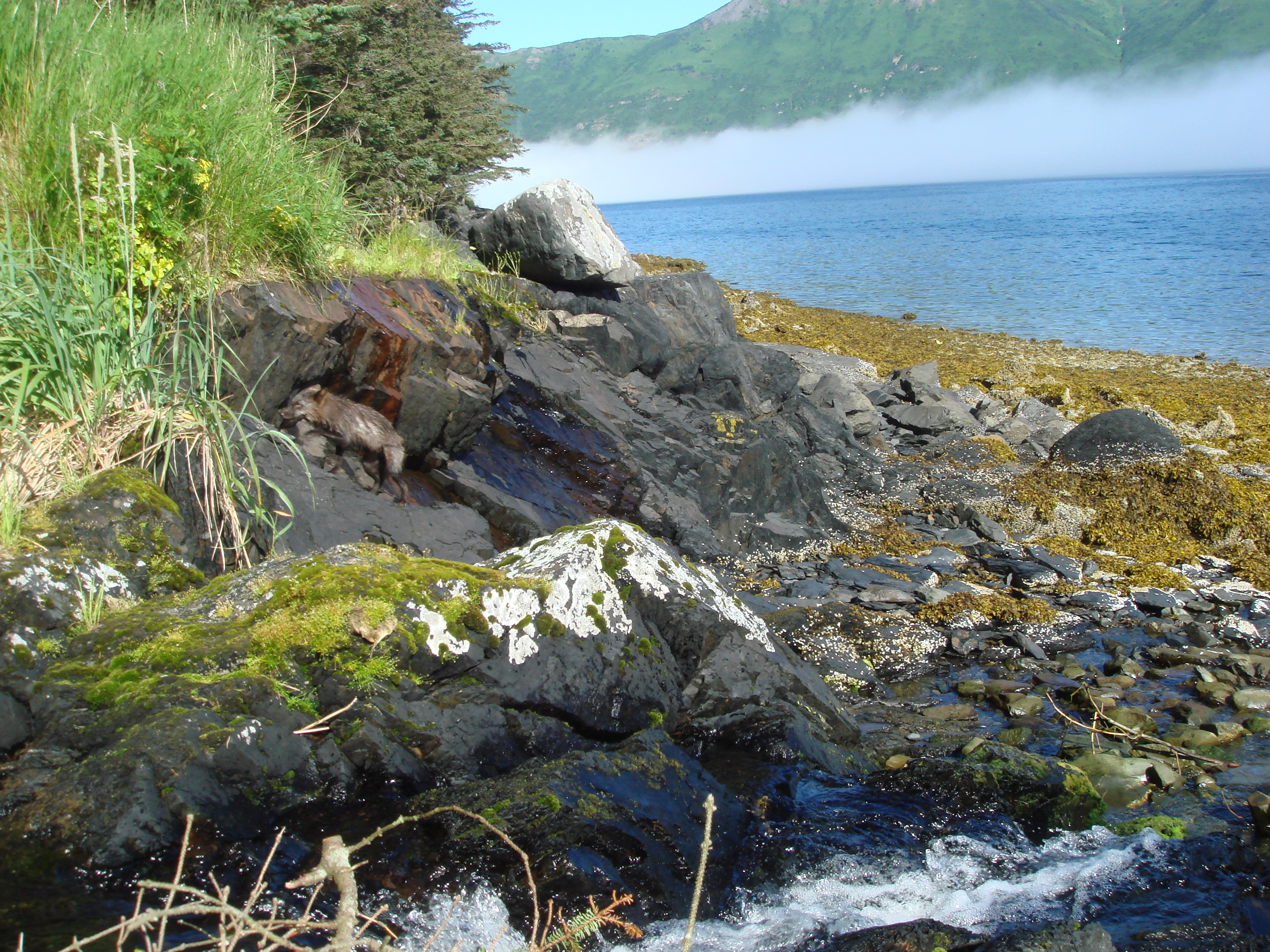
Ein Fuchs auf Nahrungssuche auf Raspberry Island.

Als russische Pelzhändler im 18. Jahrhundert die Insel unter Kontrolle brachten, vertrieben sie damit die schon immer dort lebenden Ureinwohner, die Unangan. Durch sie wurden die hiesigen Seeotter fast vollständig ausgerottet, doch mittlerweile hat sich deren Bestand wieder gut erholt. Im frühen 20. Jahrhundert gab es ein paar Fischkonservenfabriken auf der Insel, wie etwa in Port Wakefield und Northwest Cannery. Diese wurden ein paar Jahrzehnte betrieben und dann aufgegeben, so dass es damals nur noch eine Farm für Fuchspelze in Northwest Cannery gab. 1915 bis 1935 gab es Goldwäscher am Raspberry Beach, im Nordwesten der Insel.

## Flora und Fauna

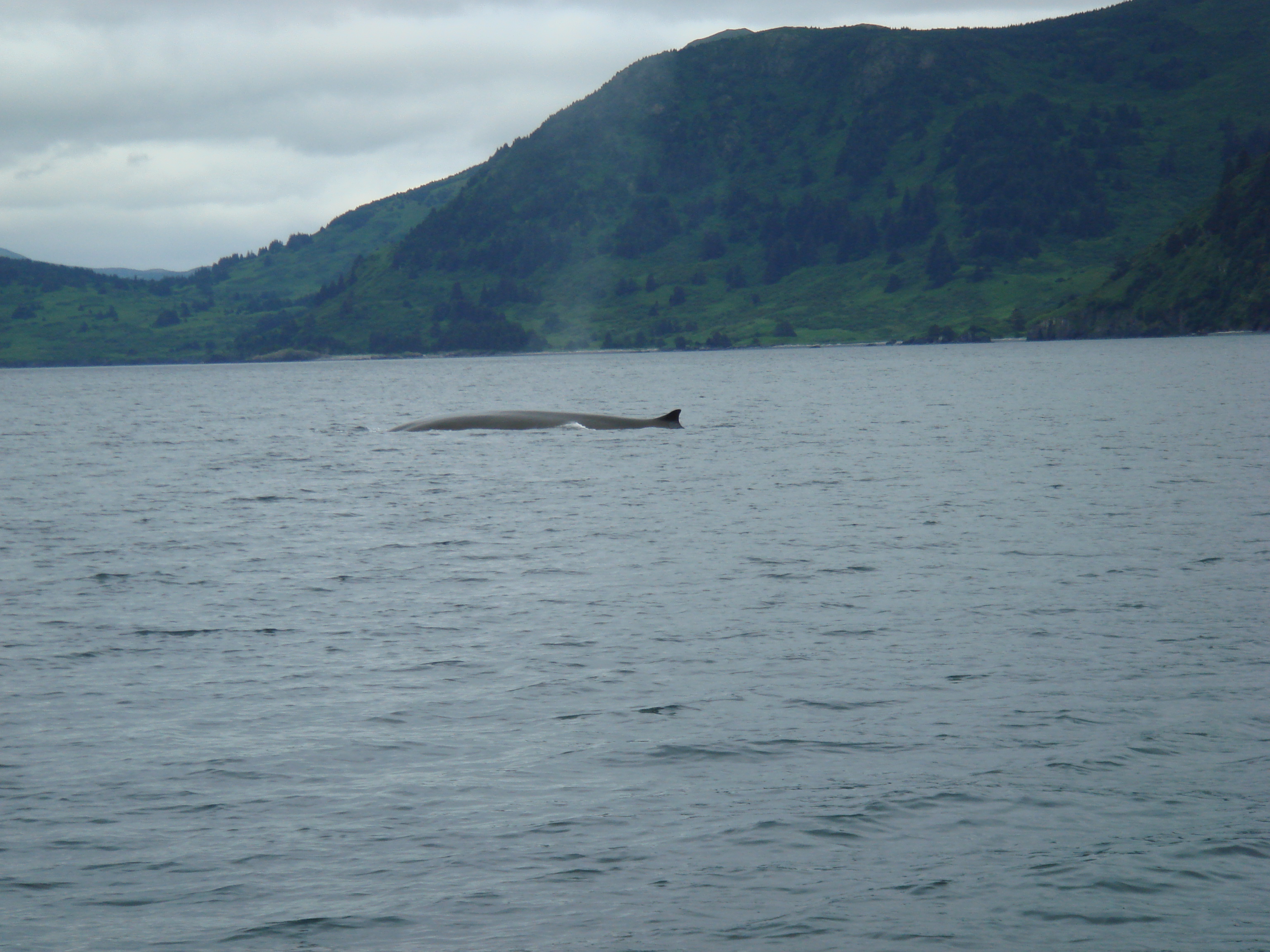
Ein Finnwal beim Durchqueren der Raspberry Strait.

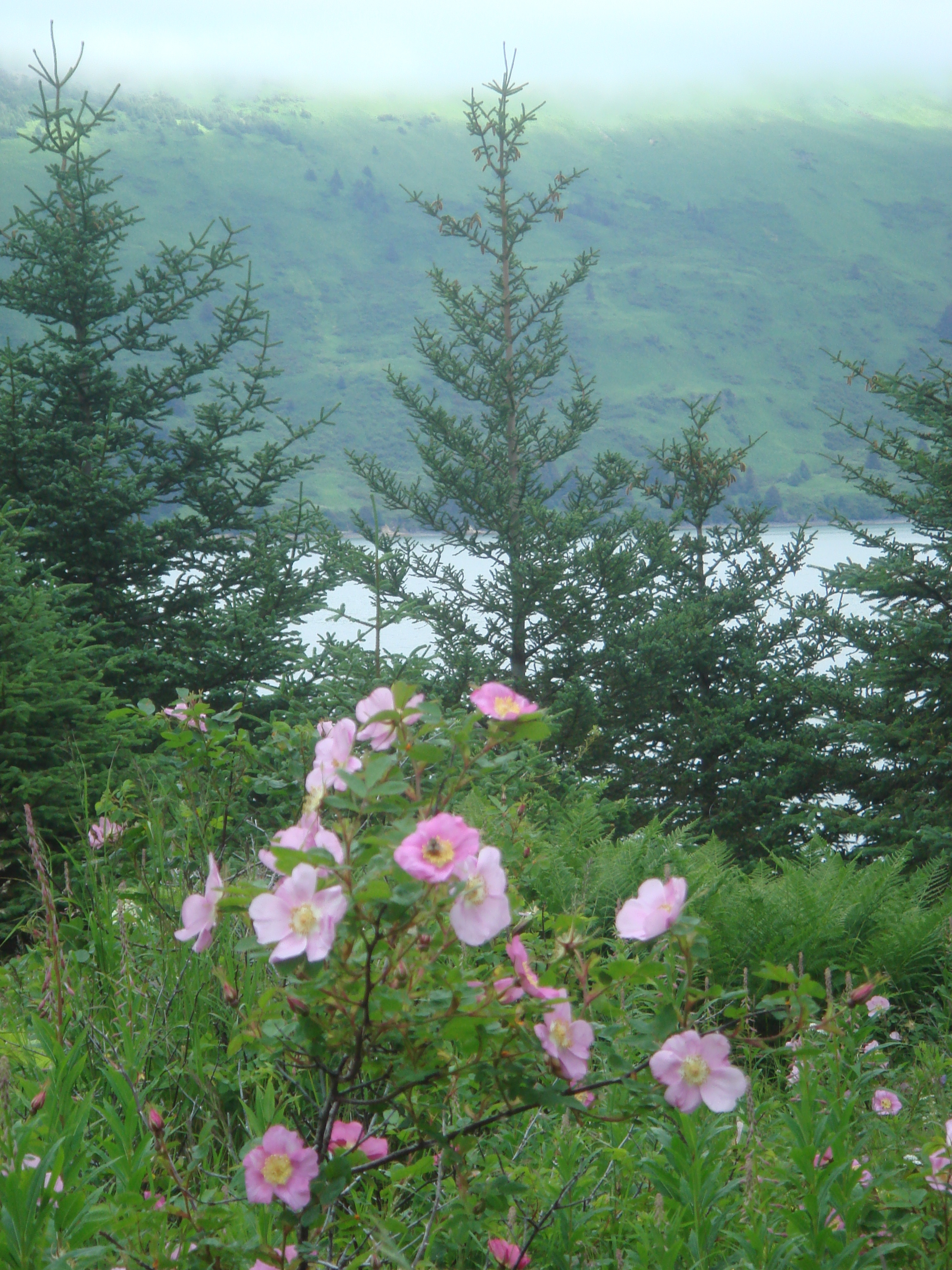
Bergrosen und Sitkafichten blicken über die Raspberry Strait.

Die Sitka-Fichte ist die dominierende Baumart auf Raspberry Island. Die Fichtenwälder werden immer wieder durch ganze Felder aus Lachsbeeren-Sträuchern, Erlen und Wildblumen unterbrochen. In höheren Lagen wachsen wilde Blaubeeren- und Kranbeeren-Sträucher. Auch die Tierwelt ist reichhaltig, neben Sitka-Schwarzwedelhirschen, Rotfüchsen und Kodiak-Bären gibt es auch noch Gelbschopflunde und Weißkopfseeadler. Afognak und Raspberry Island sind die einzigen Gegenden in Alaska, in denen Elche leben. Die Roosevelt Wapitis, die auf der Insel leben, stammen alle von acht Kühen ab, die 1928 von der Olympic-Halbinsel umgesiedelt wurden. Die Elchpopulation auf der Insel hat sich prächtig entwickelt. Einige ältere Bullen bringen bis zu 600 kg auf die Waage. Auch die Bisamratten wurden erfolgreich auf Raspberry Island angesiedelt. Gelegentlich wandern auch Wale die Raspberry Strait hinunter, müssen jedoch dann wieder umkehren, weil das Wasser zu seicht wird. Die Insel beheimatet viele Weißkopfseeadler.